# Gare de Fontaine-le-Port
Pour les articles homonymes, voir Gare de Fontaine.
La gare de Fontaine-le-Port est une halte ferroviaire française de la ligne de Corbeil-Essonnes à Montereau, située sur le territoire de la commune de Fontaine-le-Port, dans le département de Seine-et-Marne, en région Île-de-France.
C'est une halte de la Société nationale des chemins de fer français (SNCF), desservie par les trains de la ligne R du Transilien.

## Situation ferroviaire
La gare de Fontaine-le-Port est située au point kilométrique 69,935 de la ligne de Corbeil-Essonnes à Montereau. Son altitude est de 49 m.

## Histoire

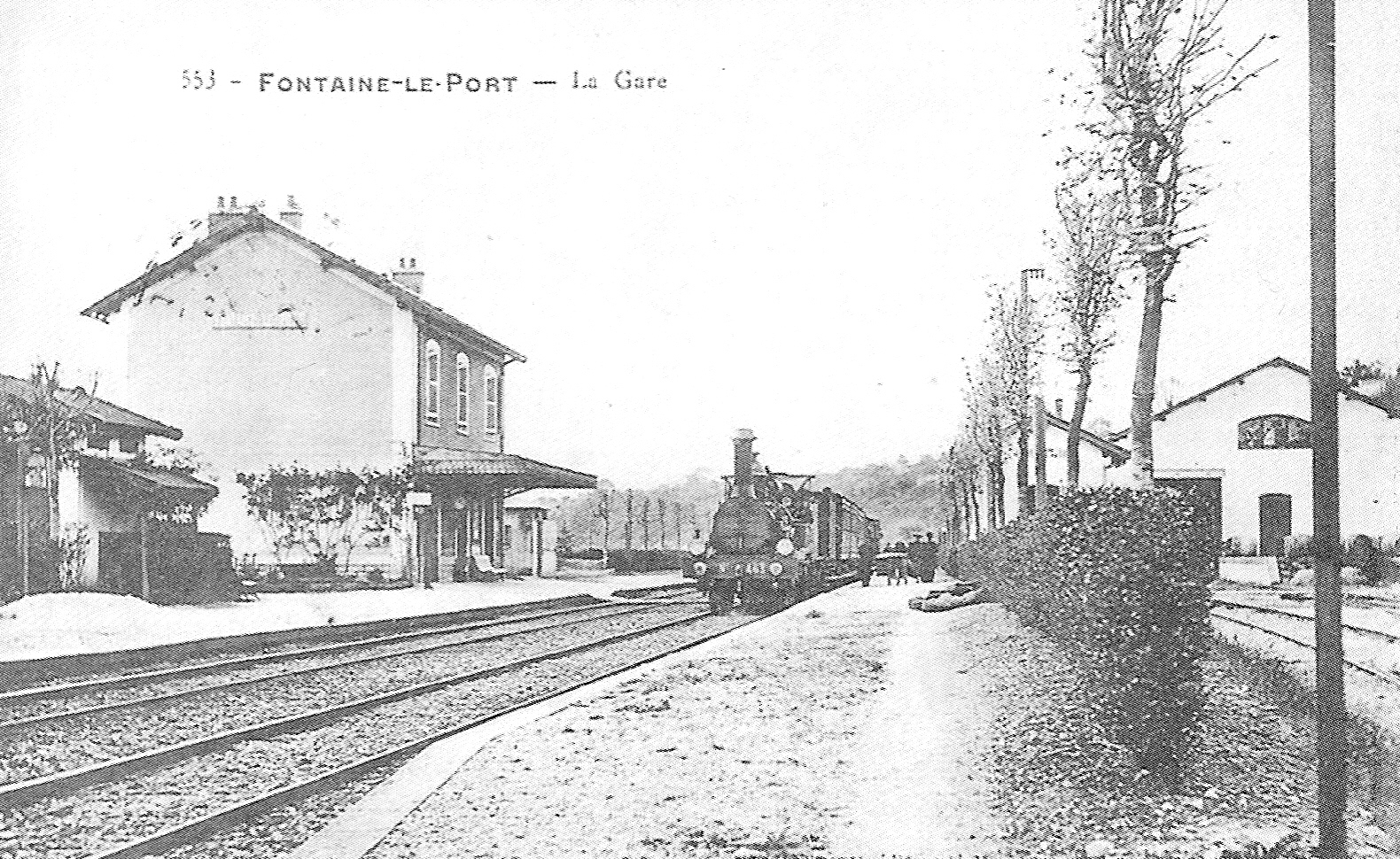
Vue de l'intérieur de la gare au début du XXe siècle.

La gare ouvre en 1897 avec la mise en service de la ligne de Corbeil-Essonnes à Montereau. Un bureau télégraphique est installé dans la gare en 1901.
En 1955, la gare remporte le prix de la plus jolie gare de France. La gare est alors utilisée comme halte pour les chefs d'État en visite officiel avant qu'ils ne soient reçus par le président de la République dans la gare du bois de Boulogne.
En 1999, un parking de 120 places est créé. Sa capacité est doublée en 2007. La même année, la maison de l'ancien garde barrière est démolie.
Le nombre de voyageurs quotidiens s'élevait à 98 en 2009 et à 210 en 2011. En 2023, la fréquentation annuelle fut estimée à 65 034 usagers, soit 178 utilisateurs par jour.

## Service des voyageurs

### Accueil

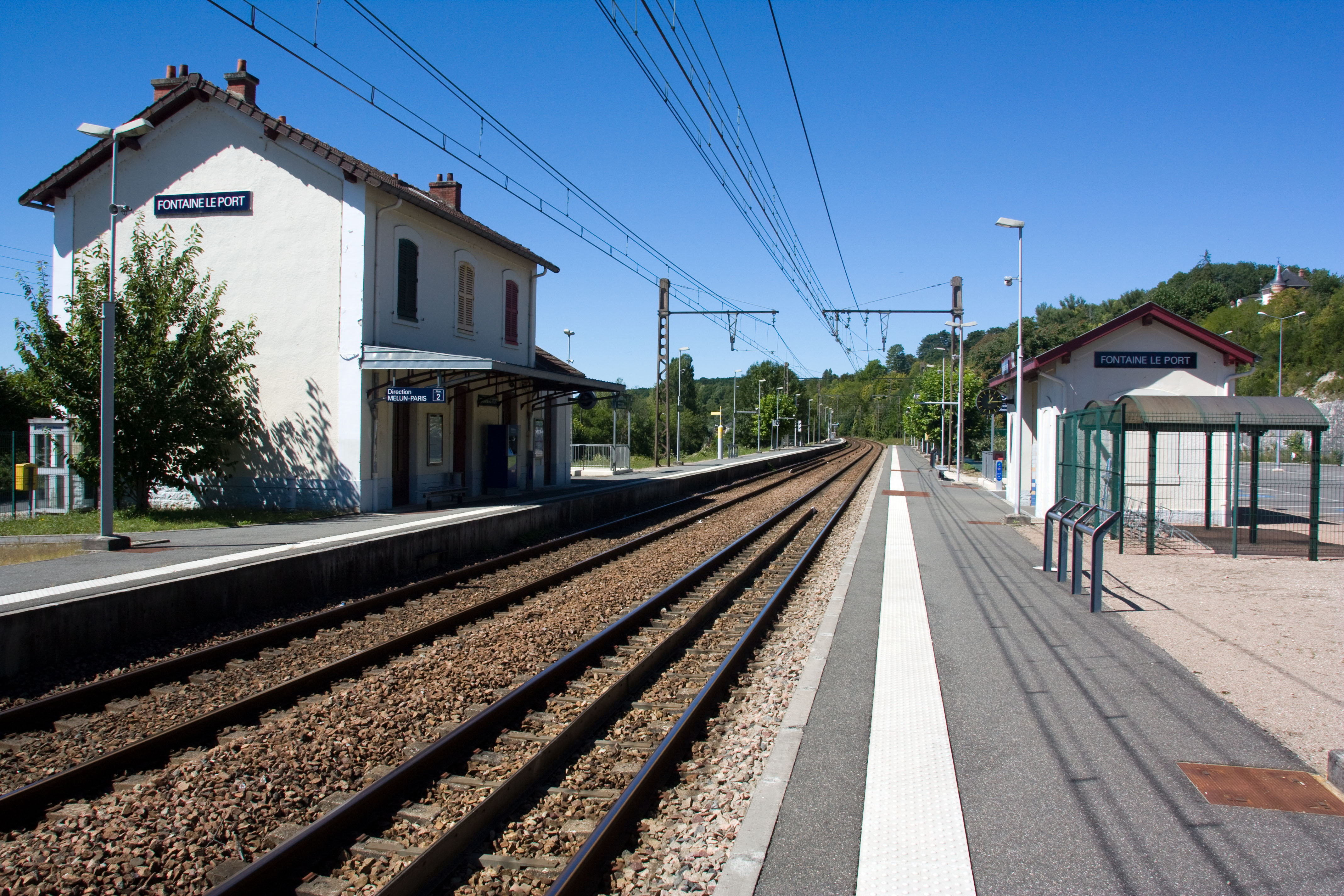
À gauche : la voie 2 en direction de Melun, à droite : la voie 1 en direction de Montereau.

La gare possède un bâtiment voyageurs qui est actuellement fermé. Aucun service commercial n'y est assuré.
Un passage souterrain permet l'accès aux quais.

### Desserte
La halte est desservie par les trains omnibus de la ligne R du Transilien circulant entre Melun et Montereau.

### Intermodalité
La gare est desservie par les lignes 3441, 3444 et 3445 du réseau de bus Fontainebleau - Moret. Elle dispose d'un parking d'une centaine de places.